# (7408) Yoshihide
(7408) Yoshihide est un astéroïde de la ceinture principale.

## Description
(7408) Yoshihide est un astéroïde de la ceinture principale. Il fut découvert le 23 septembre 1989 à Kani par Yoshikane Mizuno et Toshimasa Furuta. Il présente une orbite caractérisée par un demi-grand axe de 2,23 UA, une excentricité de 0,22 et une inclinaison de 3,2° par rapport à l'écliptique.

## Compléments